# Занківське сільське поселення
Занківське сільське поселення (рос. Занковское сельское поселение) — адміністративно-територіальна одиниця у Стародубському районі Брянської області. Розташоване у центральній частині району. Адміністративний центр — поселення Красний.
Муніципальне утворення Занківське сільське поселення утворене у 2005 році шляхом перетворення Занківської, Картушинської і Новомлинської сільських рад у ході адміністративно-територіальної реформи у Російській Федерації.

## Населені пункти
До складу сільського поселення входять населені пункти:
- поселення Красний
- дєрєвня Берьозовка
- дєрєвня Буда-Корецька
- хутір Друговщина
- село Занковка
- хутір Каменчуковка
- село Картушин
- поселення Ковальовщина
- поселення Красная Звєзда
- дєрєвня Макаровка
- дєрєвня Малишкін
- село Новомлинка
- дєрєвня Обуховка
- дєрєвня Озьорне
- хутір Плоцьке
- дєрєвня Приваловка
- дєрєвня Соколовка

Раніше до складу поселення входили населені пункти Дружний, Красний Дуб, Таврика та Мала Єліоночка, зняті з облікових даних у 2011 році.